# 潘鲁蒂
潘鲁蒂（Panruti），是印度泰米尔纳德邦Cuddalore县的一个城镇。总人口55400（2001年）。

## 人口
该地2001年总人口55400人，其中男性27908人，女性27492人；0—6岁人口6616人，其中男3375人，女3241人；识字率69.10%，其中男性为75.82%，女性为62.28%。

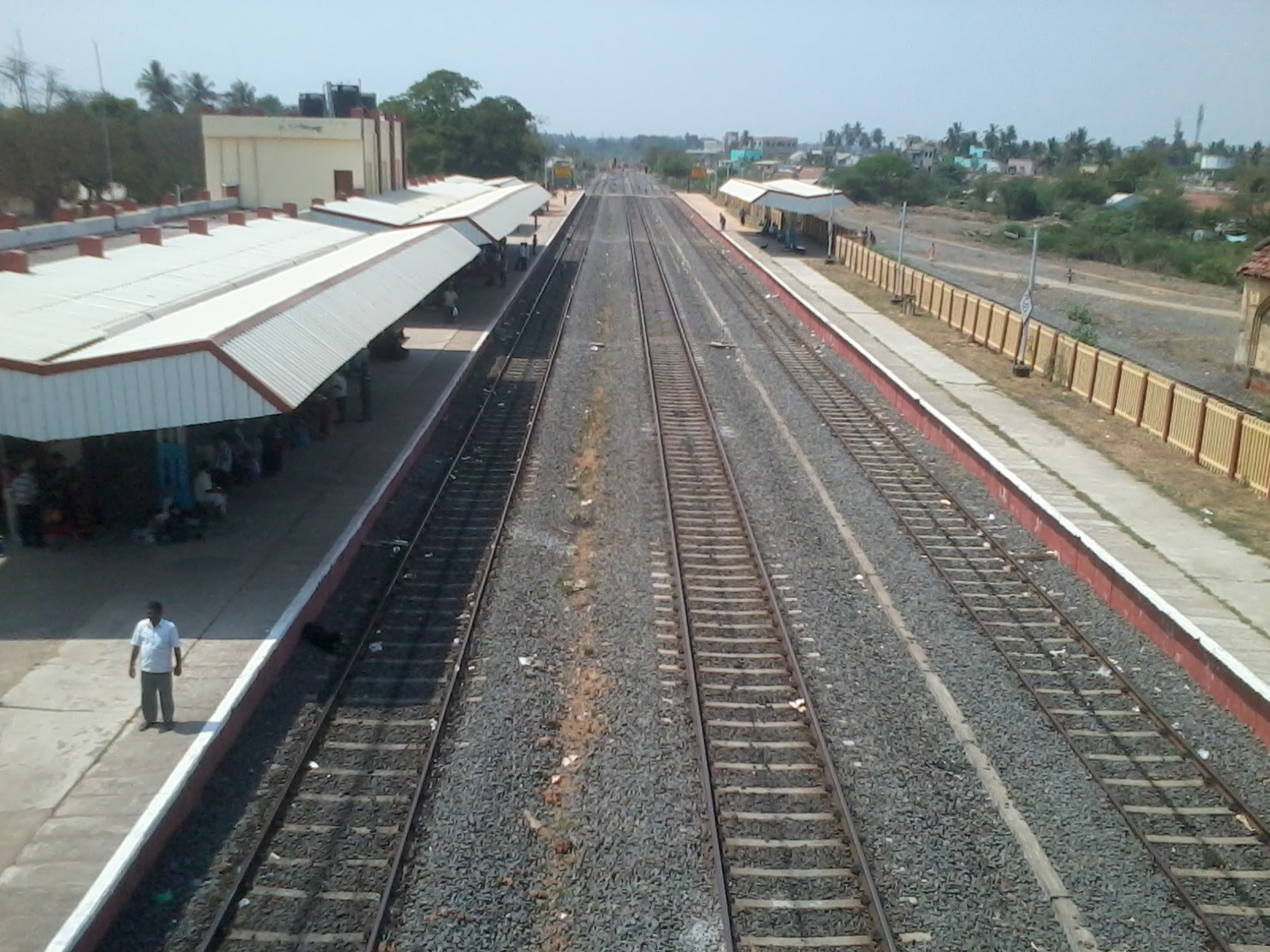
Panruti railway station's view